# مونجو ايسك
مونجو ايسك بالألمانية: (Mungo ESK (Einsatzfahrzeug Spezialisierte Kräfte)) هي مركبة نقل مُدرعة متعددة المهام قابلة للنقل الجوي تُديرها فرقة عمليات المحمولة جوًا وفرقة قوات التَدَخُل السريع في الجيش الألماني. 
مركة مونجو مُستوحاه ومبنية على شاكلة مركبة Multicar M30 / FUMO ويتم تصنيعها بواسطة Krauss-Maffei Wegmann. بدأ تسليم 396 مركبة مونجو للجيش الألماني في عام 2005.
في عام 2007 ، تم سحب جميع المركبات التي تم نشرهم في مهمة القوة الدولية للمساعدة الأمنية في أفغانستان، بسبب أن عدم قُدرتها على تحمل التضاريس الوعرة وظروف الطرق في أفغانستان. ومع ذلك ، في عام 2008 تم حل المشاكل وأعيد نشر المركبة في أفغانستان.
في 19 مايو 2009 ، طلب الجيش الألماني نموذج أولي من مونجو مُعدلة و 25 نسخة استطلاعية (Nuclear, Biological and Chemical) NBC (نووية وبيولوجية وكيميائية) مع زيادة الحجم المركبة الداخلي.